# Sing Me a Song (film)
Pour plus de détails, voir Fiche technique et Distribution.
Sing Me a Song est un film documentaire français réalisé par Thomas Balmès et sorti en 2020.

## Fiche technique
- Titre : Sing Me a Song
- Réalisation : Thomas Balmès
- Scénario : Thomas Balmès
- Photographie : Thomas Balmès
- Son : Marianne Russi, Itesh Chaurasia, Rajender Prasad et Sukanta Majumdar
- Montage : Alexandre Cardon et Ronan Sinquin
- Musique : Nicolas Rabaeus
- Production : Arte France Cinéma - Close-Up Films - Participant Media - RTS - TBC Productions - Zero One Film
- Distribution : Nour Films
- Pays :  France
- Durée : 95 minutes
- Date de sortie : France - 23 septembre 2020

## Distinctions

### Récompense
- Mention spéciale du jury au festival international du documentaire de Bruxelles 2019[1]

### Sélections
- Festival de cinéma européen des Arcs 2019[2]
- Festival international du film documentaire d'Amsterdam 2019[3]
- Festival international du film de Toronto 2019[3]
- Visions du réel 2020[1]